# Konrad Wohlhage
Konrad Wohlhage (* 3. Dezember 1953 in Münster; † 28. September 2007 in Berlin) war ein deutscher Architekt.

## Leben
Konrad Wohlhage studierte Architektur an der TU München (1975–1978) und an der TU Delft (1978–1983). 1983 machte er sein Diplom. Von 1987 bis 1990 war er als wissenschaftlicher Mitarbeiter an der TU Berlin tätig.
Zusammen mit Hilde Léon und Karl Schwarz organisierte er die Ausstellung Die Zukunft der Metropole. Erste Wettbewerbserfolge führten 1987 schließlich zur Gründung eines eigenen Architekturbüros léonwohlhage mit Hilde Léon. Durch die Zusammenarbeit mit Siegfried Wernik firmierte das Büro von 1994 bis 2014 als Léon Wohlhage Wernik (seit 2015 wieder léonwohlhage).
Konrad Wohlhage war gefragter Preisrichter für zahlreiche nationale und internationale Architekturwettbewerbe. Er gehörte von 1996 bis 2000 Mitglied dem Gestaltungsbeirat der Stadt Münster und seit 2000 dem Gestaltungsbeirat der Stadt München an. Er war Mitglied des Bund Deutscher Architekten (BDA). Neben seiner Arbeit als Architekt war Konrad Wohlhage auch als Künstler tätig, dessen Zeichnungen in Ausstellungen zu sehen waren.
Die Entwürfe des Büros Léon Wohlhage Wernik folgen weniger einer oberflächlichen ästhetischen Formensprache, vielmehr gelangen sie durch eine kritische Reflexion der jeweiligen Bauaufgabe und einem daraus entwickelten Konzept zu ihrer Form. So bedienten sich die Architekten auch nicht der seit den 1990er-Jahren in Berlin vorherrschenden eher konservativ-formalistischen Architektursprache. Die Prinzipien ihrer Architektur wurden vom Architekturkritiker Manfred Sack u. a. mit „der Reflexion des Ortes, der Courage zum Kontrast und eleganter Strenge“ beschrieben.
Die Arbeiten und das Werk der Architekturbüros léonwohlhage bzw. Léon Wohlhage Wernik wurden vielfach prämiert, wie beispielsweise 1997 mit dem Deutschen Kritikerpreis.
Konrad Wohlhage verstarb 2007 nach langer, schwerer Krankheit im Alter von 53 Jahren.

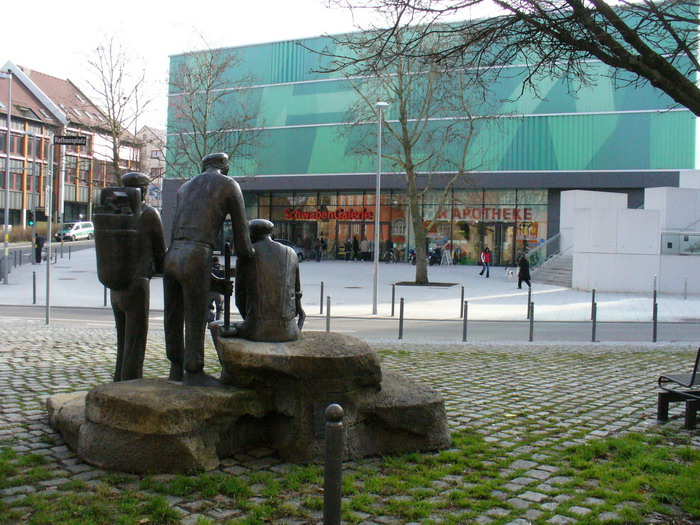
SchwabenGalerie in Stuttgart-Vaihingen von K. Wohlhage

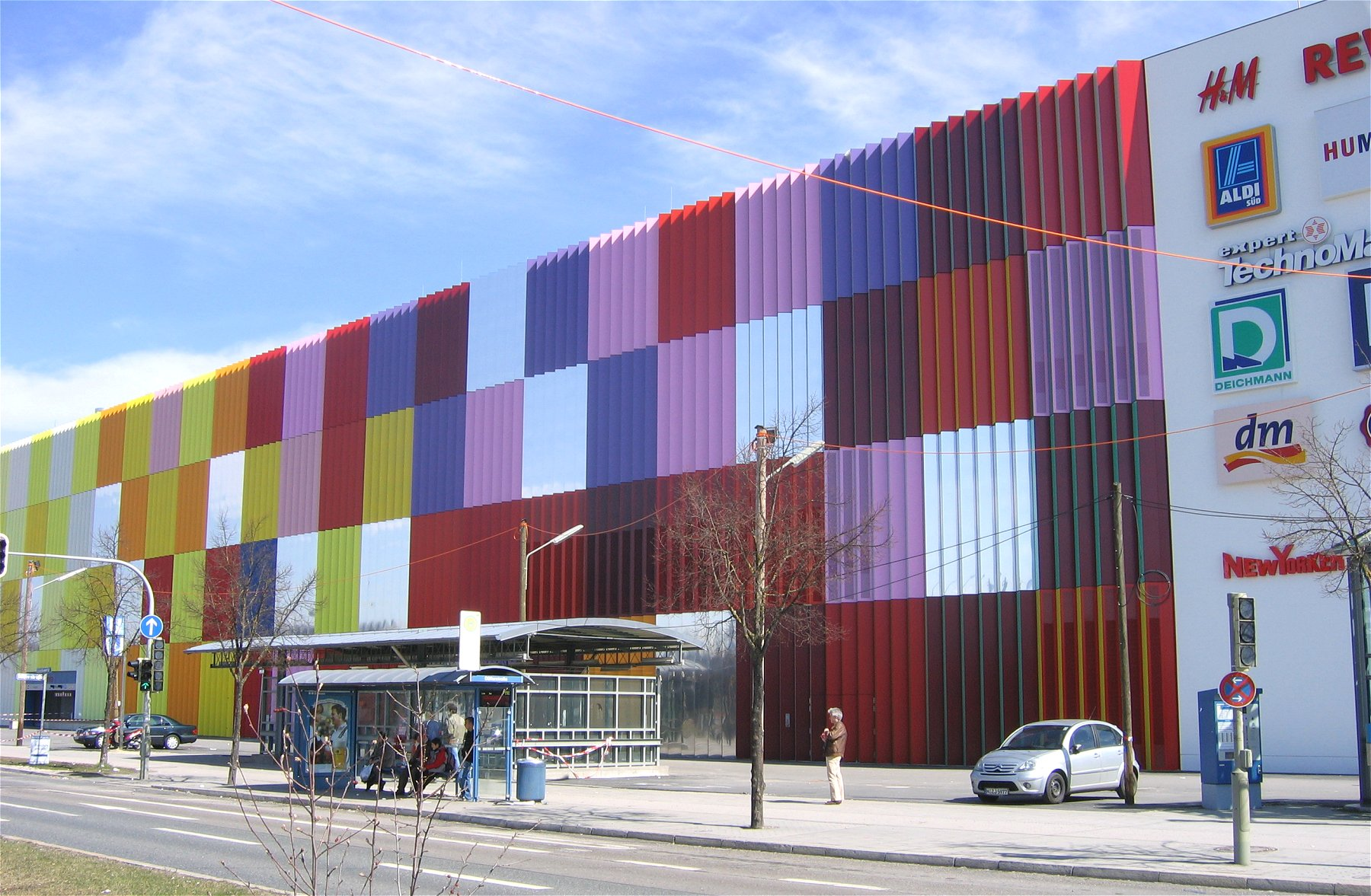
Mira Einkaufszentrum in München

## Bauten (Auswahl)
- Renée-Sintenis-Schule in Berlin-Frohnau (1994)
- Büro- und Wohngebäude der VTG AG in Hamburg (1994–1996)
- Hotel und Konferenzeinrichtungen in Berlin-Adlershof (1996–1998)
- Bremer Landesvertretung in Berlin (1996–1999)
- Indische Botschaft in Berlin (1998–2000)
- Haus Voss in Lüdinghausen (1999–2000)
- Hauptverwaltung des Sozialverbands Deutschland e. V. in Berlin (2003)
- SchwabenGalerie in Stuttgart-Vaihingen (2004)
- Mehrfamilienhaus IV, Aaseeterrassen in Münster in Westfalen (2005)
- Überdachung und Park U-Bahnhof Garching-Forschungszentrum in Garching bei München (2006)
- Einkaufszentrum Mira in München-Nordhaide (2008)
- IKEA Flagship Store in Berlin (2002, 2008–2009)